# 달빛조각사 (비디오 게임)
달빛조각사는 원작 소설 달빛조각사를 기반으로 엑스엘게임즈가 개발하고 카카오게임즈가 배급한 모바일 대규모 다중 사용자 온라인 롤플레잉 게임이다.
함수형 언어인 Elixir를 사용해 개발했다.

## 클래스
총 5개 클래스 전사, 마법사, 궁수, 성기사, 조각사

### 1차 전직
전사, 마법사, 궁수, 성기사, 연금술사, 창기사

### 2차 전직
- 전사: 돌격 전사, 광전사
- 마법사: 대마법사, 흑마법사
- 궁수: 야수추적자, 명사수
- 성기사: 용맹 기사, 수호 기사
- 연금술사: 생명공학자, 원소술사
- 창기사: 용기사, 강습 기사
- 조각사: 별빛 조각사, 달빛 조각사